# Тил
Тилът е задната част на врата.
При много бозайници тилът е хлабав, нечувствителен участък от кожата, който майката може да захапе със зъби и по този начин да носи малките си. При домашните котки тилът се използва от майката за да прехвърли котетата на друго място или да ги отведе далеч от опасност, както и при чифтосване, когато мъжкият държи със зъбите женската, за да я запази относително неподвижна.

## Култура
В традиционната японска култура тилът (на японски: 項) е една от малкото области на тялото, останали непокрити от женски дрехи. Той е притежавал силно привличане за много японски мъже.
В египетската и ливанската култура плесването по тила се смята за жест на пълно унижение.
Тилът понякога се използва като място за поставяне на пиърсинг.